# 登塔鄉
45°21′N 21°15′E / 45.350°N 21.250°E
登塔鄉（羅馬尼亞語：Comuna Denta, Timiș），是羅馬尼亞的鄉份，位於該國西部，由蒂米什縣負責管轄，面積91平方公里，海拔高度90米，2002年人口3,235，人口密度每平方公里35人。